# Werner Rodde
Werner Adolf Rodde (* 31. Januar 1726 in Ugodka, heute Schukow; † 28. Oktober 1804 in Debstedt) war ein deutsch-baltischer evangelisch-lutherischer Geistlicher und Pädagoge.

## Leben
Werner Rodde entstammte dem im Baltikum ansässigen Zweig der Lübecker Kaufmannsfamilie Rodde. Er war ein Sohn des Kaufmanns Caspar Adolph Rodde (* 1680 in Reval; † 1731) und dessen Frau Margarethe Elisabeth, geb. Schoefs. Zum Zeitpunkt der Geburt seines Sohnes war Caspar Adolph Rodde Inspektor der von dem Deutschrussen Peter Müller geleiteten Eisenwerke zu Ugodka, später Kaufmann in Archangelsk. Jacob Rodde (1725–1789), der als Sekretär des Rates und Übersetzer in Riga wirkte und eine russische Sprachlehre verfasste, war Werner Roddes älterer Bruder.
Nach dem Tod seines Vaters kam Werner Rodde 1732 als Schüler in das Haus des Justizbürgermeisters Johann Andreas Krampein in Narva. Dieser schickte ihn 1739 nach Halle an der Saale in die Schule der Franckeschen Stiftungen, damit er dort die nötigen Kenntnisse zum Kaufmannsstand erwerben sollte. Aus dieser Zeit ist sein Eintrag im Album Amicorum von Johann Paul Hocheisen erhalten. Rodde entschied sich jedoch für ein Studium. 1744 immatrikulierte er sich an der Universität Halle. 1749 wurde er Inspektor der Latina (Schule), nachdem er dort schon einige Jahre unterrichtet hatte. Auch als Inspektor gab er weiterhin Unterricht. Daneben hielt er Nachmittagspredigten in der Schulkirche und gab Privatstunden.
1751 wurde er Konrektor in Sorau. Schon kurz danach erhielt er eine Anfrage, zwei „junge russische Edelleute“ als Hofmeister an die Universität Göttingen zu begleiten, sowie das Angebot, Rektor in Salzwedel zu werden. Beide Angebote lehnte er zunächst ab, trat aber dann doch im Januar 1753 das Rektorat in Salzwedel an. Einen Ruf als Inspektor der Realschule zu Berlin lehnte er 1759 ab.
1763 wurde er Rektor am Athenaeum Stade. Anfang 1784 übernahm er die Pfarrstelle der Dionysiuskirche in Debstedt. Damit verbunden war er Propst des Kirchenkreises.

## Werke
- Als der Hochwürdige und Hochgelahrte Herr Herr D. Gotthilff August Francke, der Theologischen Facultæt Senior, der Kirchen und Schulen der ersten Diœces des Saal-Creyses Inspector, und Prediger zur L. Frauen, wie auch des Pædagogii Regii und sämtlicher Anstalten des Wäysenhauses hochverdienter Director, Mit der Hochwohlgebohrnen Fräulein Fräulein Eva Wilhelmina von Gersdorff, das vorher glücklich getroffene Eheliche Bündniß durch Priesterliche Einseegnung vollziehen ließ, Wollte seine schuldigste Ergebenheit hierdurch glückwünschend bezeigen, Werner Rodde der Lateinischen Schule des Waysenhauses Inspector. Halle: Schneider 1750 (Digitalisat)
- Programma de literatis, si bona sua norint, felicibus. Sorau 1752
- De geniis. Salzwedel 1753
- De circumspectione Doctoris scholastici in tractandis scriptoribus profanis. Salzwedel 1754
- De commodis scholarum, ex pace Augustana. Salzwedel 1755
- De institutione rhetorica in scholis inferioribus. Salzwedel 1756
- De laboribus in schola Soltquellensi actis. Salzwedel 1758
- De rectoribus scholae Soltquellensis. Salzwedel 1759
  - Corrolarium. Salzwedel 1760
- Commentatio ad Matth. VII. 12. Salzwedel 1759
- De Conrectoribus Palaeo Soltquellensibus. Salzwedel 1761
- Pythagorae carmina aurea, versibus latinis reddita. Salzwedel 1762
- De praeceptoribus trium inferiorum classium in schola Palaeo Soltquellensi. Salzwedel 1763.
- De magistri Matheseos Rhapsodia. Stade 1765
- Pistola Congatulatoria ad Georg. Godofr. Küsterum ... Stade 1768
- De recentiourum conatibus ad emendationem rei scholastica pertinentibus. Stade 1766
- Observationum philologicarum fasciculus. Band 1–4, Stade 1773, 1778, 1779